# Јуриј Бјезменов
Јуриј Александрович Бјезменов, познат и као Томас Дејвид Шуман (енгл. Tomas David Schuman; Митишчи, Московска област, 1939 — Виндзор, Онтарио, 1993) је био официр КГБ-а, специјалиста за совјетску пропаганду, дезинформације и субверзивне активности. Радио је као новинар РИА Новости, у амбасади СССР-а у Индији. Године 1970. је пребегао на Запад, у Канаду, где је неко време живео под именом Томас Шуман.
Након што је распоређен у станицу у Индији, Бјезменов је заволео индијску културу и људе. У исто време, почео је да презире репресију коју је КГБ вршио над интелектуалцима који се нису слагали са московском политиком и одлучио је да пребегне на Запад. Бјезменов се највише памти по антикомунистичким предавањима и књигама објављеним 1980-их година.

## Биографија
Јуриј Бјезменовје је рођен 1939. године у граду Митишчи, у предграђу Москве. Отац му је био официр Генералштаба Совјетске армије. Студирао је на Институту за оријенталне језике Московског државног универзитета, специјализирајући се за индијску културу и индијске језике. Током студија је постао нижи официр у административним и војним обавештајним службама. Као совјетски студент, од њега се захтевало да прође обавезну војну обуку током које је научен „стратешке ратне игре“ користећи мапе страних земаља, као и да испитује ратне заробљенике.

### Живот у Индији, пропагандни рад и разочарање (1963—1970)
По завршетку студија, КГБ га је регрутовао. Први задужење након студија му је било у Индији као преводилац за совјетску групу за економску помоћ која је градила рафинерије нафте у државама Бихар и Гуџарат. После отприлике две године (1965. године), позван је назад у Москву, где је постављен у одељење за политичке публикације РИА Новости. Према Бјезменову, око 75% запослених у агенцији су заправо били активни службеници КГБ-а, а остало су аутори под контролом КГБ-а, стручњаци за односе са јавношћу, доушници итд. Изјавио је да док је био новинар није имао задужење извештавања вести. Његова главна функција, поред писања, уређивања и превођења пропагандних материјала који су се требали дистрибуирати у страним медијима, је била да прати стране делегације, врбује их, идеолошки обрађује и обавља друге послове како би те информације и мишљења преносили у своје земље, у циљу програма идеолошке саботаже КГБ-а.
Године 1969. године наставља да ради, овог пута као совјетски службеник за штампу и агент за односе с јавношћу КГБ-а. Наставио је пропагандне активности за РИА Новости у Њу Делхију, радећи из совјетске амбасаде. Бјезменову је наложено да полако успостави совјетску сферу утицаја у Индији. Исте године тајна директива Централног комитета отворила је ново тајно одељење у свим амбасадама Совјетског Савеза широм света, под називом „Истраживачка и противпропагандна група“. Бјезменов је постао заменик шефа тог одељења, које је о утицајним или политички значајним грађанима Индије прикупљало обавештајне податке из извора попут индијских доушника и агената.
Бјезменов је изјавио да му је наложено да не губи време са идеалистичким левичарима, јер ће они постати разочарани, огорчени и непоуздани када схвате праву природу совјетског комунизма. У том периоду, све више сагледајући совјетски систем подмуклим и немилосрдним, Бјезменов је почео да пажљиво планирати пребег на Запад.

### Пребег на Запад и живот у Канади (1970—1983)
Према изјави коју је доставила делхијској полицији од стране тзв. Руског информативног центра, 8. фебруара 1970. године, Бјезменов је планирао да види пројекцију америчког филма Инцидент са двојицом својих колега. Међутим, тада им је јављено да он није купио своју карту и рекао им је да ће покушати да је купи код тапкароша испред позоришта и да ће им се придружити убрзо. Бјезменов се није вратио у позориште. Уместо тога, обукао је хипи одећу у комплету са брадом и периком, пре него што се придружио туристичкој групи. На тај начин је побегао у Атину у Грчкој. О његовом пребегу известили су у Сједињеним Државама, а совјетски извори су изјавили да он „није важан“ и да се бавио „чиновничким пословима“, а америчка обавештајна служба отворено је изјавила да верује да је агент КГБ-а. У то време је његово место боравка било приказано у америчким медијима као непознато. Након што је контактирала америчку амбасаду и обавила опсежне интервјуе са америчким обавештајним службама, Централна обавештајна агенција (ЦИА) успела је да помогне Бјезменову да затражи азил у Канади, а одобрила га је администрација Пјера Трудоа. ЦИА и Краљевска канадска коњичка полиција саветовали су му да усвоји ново име и идентитет из безбедносних разлога. Да би спасио углед од срамоте због пребега унутар редова КГБ-а, резиденција у Делхију званично је пријавила да је отет, а његовом сину дата је новчана надокнада.
Након две године студија политичких наука на Универзитету у Торонту и три године рада на фарми у Онтарију, Бјезменова је 1973. године ангажовала Канадска радиодифузна корпорација у Монтреалу, емитујући програм о Совјетском Савезу у оквиру Међународне службе ЦБЦ-а. Тада је упознао своју супругу Тес. Године 1976. Бјезменов је напустио ЦБЦ и започео слободно новинарство. Постао је саветник за Алманах панорама Светске информативне мреже. Бјезменов је тврдио да је КГБ успешно искористио совјетског амбасадора у Канади да убеди канадског премијера Пијера Трудоа да изврши притисак да се он уклони са те функције. Тврдио је да је од КГБ-а примао прикривене претње смрћу.

### Касније године и смрт (1986—1993)
Године 1989. Бјезменов се развео од супруге Тес и преселио у Виндзор, Онтарио, док је она остала да живи у Монтреалу. Две године касније, Бјезменов је почео да предаје међународне односе на Виндзорском колеџу. Децембра 1992. године, Бјезменов је посетио своју бившу супругу и њихову децу за Божић. Две недеље касније, 6. јануара 1993. године, Windsor Star изјављује да се смрт Бјезменова догодила дан раније, од последица срчаног удара узрокованог алкохолизмом.

## Наслеђе
Од његове смрти, Бјезменовљев „совјетски модел субверзије“ су проучавали и тумачили професори и особље Заједничког универзитета за специјалне операције (ЈСОУ) како би анализирали историјске догађаје, укључујући деценију дугу руску кампању која је 2008. године претходила руско-грузијском рату. Његов рад цитирао је и виши директор Центра за дипломатију и глобални ангажман „Пен Бајден” Универзитета Пенсилваније и бивши заменик помоћника министра одбране САД, др Мајкл Карпентер. Његова предавања користила је и виша предавачица са Јејл универзитета Ашеј Рангапа као илустрацију концепта активних мера у руским историјским дезинформационим кампањама у Сједињеним Државама.
Дана 19. августа 2020. године, интервју Бјезменова из 1984. године, у коме је он дискутовао о активним мерама, коришћен је у видео-игри Call of Duty: Black Ops Cold War.

## Методологија идеолошке саботаже КГБ
У својим предавањима, интервјуима и брошурама, Бјезменов је описао методологију рада Совјетског Савеза са земљама које је било потребно ослабити и освојити. Овај процес је назван „идеолошка саботажа“. Бјезменов је нагласио да се овде не ради о шпијунажи.

„Ако сумирамо сво време, новац и напоре КГБ-а усмерене на деловање изван СССР-а, видећемо да се само 10—15% троши на шпијунажу. Остало иде на идеолошку саботажу, која се углавном изводи на начине који нису у супротности са законима слободних земаља, а видљива је само ако себи дате мало времена, труда и увида да то сагледате“.

Идеолошка саботажа има четири фазе (у даљем тексту дијаграм из брошуре Јурија Бјезменова „Писмо Америци с љубављу“  стр. 22. Део превода није дослован, у загради — на изворном језику).
| Сфере | Методе | Резултати |
| ПРВА ФАЗА. ДЕМОРАЛИЗАЦИЈА - ОД 15 ДО 20 ГОДИНА | | |
| идеје | | |
| религија | политизовати, комерцијализирати, свести на забаву (Politicize, commercialize, entertainment)                                      | обесмишљавање живота (Death wish) |
| образовање | универзалност (нивелисање елитног образовања), садржај образовања не чини „координатни систем“ (Permissiveness, relativity)       | незнање |
| медији | монополизација, манипулација, дискредитовање                                                                                      | неспоразум, кратковидност / „стварање потпуно искривљене слике стварности у друштву противника, у којој нико, упркос доступности информација, неће моћи да донесе логичне закључке у вези са самоодбраном и одбраном сопствене државе, породице или заједнице“ (Uninformed myopia) |
| култура | лажни хероји и узори | заразни трендови мас-медија |
| институције | | |
| ред и закон | правни позитивизам, неморални закон (Legislative, not moral)                                                                      | уверење да систем пружа правду (Mistrust "Justice") |
| друштвени односи | права без обавеза | слабији индивидуални одговор |
| сигурност | специјалне службе, полиција, војска                                                                                               | беспомоћност |
| унутрашња политика | партијаштво, антагонизам (Party, antagonisms)                                                                                     | нејединство |
| спољна политика | непоуздани партнери (Salt...friends)                                                                                              | изолација |
| друштвени живот | | |
| породица, друштво | раскид | друштво без оданости (No Loyalty (state)) |
| здравље | спорта, здравствена заштита, нездрава храна (Sports, Medicare, Junk food)                                                         | ослабљено становништво |
| расне разлике | рушење елите, подстицање група једне против других (Lower the Uppers, Bible genetics vs. environment)                             | мржња, подела |
| становништво | одузимање земље, урбанизација (De-land, Urbanize)                                                                                 | отуђење |
| рад | синдикати против друштва | виктимизација |
| ДРУГА ФАЗА. ДЕСТАБИЛИЗАЦИЈА (ОД 2 ДО 5 ГОДИНА) | | |
| борба за власт | популизам, неодговорна борба за власт                                                                                             | Велики брат, жеља за „чврстом руком“ (Big brother) |
| привреда | рушење трговинских и уговорних односа (Destruction of bargaining process)                                                         | приклањање Великом брату |
| друштвено ткиво и закон | рад на терену / директни утицај НВО група на владине процесе, нивелисање институционалне организације (Grass roots participation) | руљократија (Mobocracy) |
| спољни послови | изолација, мултикултурализам и комунистичка интернационала (Isolation, Multi-nations, and Central Comm.)                          | изузетност, непријатељско окружење (Prestige, Belligerent encirclement) |
| ТРЕЋА ФАЗА. КРИЗА (ОД 2 ДО 6 МЕСЕЦА) | | |
| У овој фази, „радикали“, свесни и несвесни агенти и друге изманипулисане групе морају насилно да преузму власт и промене структуру моћи што је брже могуће. Ако су претходне фазе добро разрађене, већи део друштва биће потпуно дезоријентисан и неспособан да се одупре, уз то, чак може и поздравити такве акције.                         | | |
| ЧЕТВРТА ФАЗА. НОРМАЛИЗАЦИЈА | | |
| Овде се иронично користи реч нормализација. Када су совјетски тенкови ушли у Чехословачку 1968. године, Брежњев је рекао: „Сада је ситуација у Чехословачкој нормализована. Нормализација се може наставити колико год желите, земља је већ под контролом. У овој фази они који су саботирали су неутралисани (укључујући физичким уништењем) | | |

Бјезменов наглашава да ти резултати не морају бити постигнути напорима диверзанта. КГБ у субверзивном раду користи исти принцип који се налази у јапанским борилачким вештинама, посебно у џудоу - користи енергију непријатеља да га савлада.

„Циљана земља очигледно има проблема у неком подручју. Ако је то слободно демократско друштво, онда у овом друштву постоји много различитих друштвених покрета. И у сваком таквом друштву / групи постоје људи који делују против друштва. На пример, криминалци, они који су антагонисти државне политике, психотични појединци који су генерално против свега, и, коначно, постоји мала група агената страних држава, купљених, обманутих и регрутованих. Када су све ове групе истоветно усмерене, ово је савршен тренутак да се прихвати и настави њихово кретање све док се цело друштво не гурне у кризу. Узимајући религију као пример, морамо је ослабити промовисањем „свих врста секти и култова који привлаче пажњу људи”. Чак и ако је таква секта наивна, нема везе. Иако се општеприхваћена верска норма полако подрива и људи се удаљавају од главног циља религије (да би имали везу са Богом), ово делује у сврху идеолошке саботаже. Даље, помешајте праве угледне верске организације са сектама. Обесхрабрите пажњу људи од стварне вере и растворите их у разне замене”.

## Извори које је оставио Бјезменов
Видео материјали:
- Интервју са Јуријем Бјезменовим америчког телевизијског водитеља, редитеља и политиколога Џорџа Грифина, 1984. (с украјинским титловима)
- Транскрипт предавања о идеолошкој субверзији, 1983, Лос Анђелес, Увод у предавање: први део, други део

Књиге:
- Томас Шуман. Љубавно писмо Америци 1984, руски превод — Томас Шуман (Јуриј Бјезменов) „Љубавна порука Америци“, објављено на Интернету   9780935090130.
- Недостатак „ВЕСТИ“ је добра вест (Нема „НОВОСТИ“ је добра вест) 1985, руски превод - Томас Шуман (Јуриј Бјезменов) „Нема„ вести “- добра вест“, објављено на Интернету   9780935090178.
- Црно је лепо, али комунизам није (Црно је лепо, комунизам није) 1985, руски превод - Томас Шуман (Јуриј Бјезменов) „Црно је лепо, али комунизам није“, објављено на Интернету   9780935090185.
- Полиција светске мисли 1986, руски превод - Томас Шуман (Јуриј Бјезменов) Полиција светске мисли, доступно на Интернету   9780935090147.